# Františka Stránecká
Františka Stránecká, właśc. Františka Antonie Kajetána Kerschnerová (ur. 9 marca 1839 w Velkém Meziříčí, zm. 27 maja 1888 w Brnie) – czeska pisarka i folklorystka zajmująca się tradycjami Moraw.

## Życiorys
Urodziła się 9 marca 1839 roku w mieście Velké Meziříčí, w rodzinie Františeka Všetečki. Wychowała się w miejscowości Stránecká Zhoř, której nazwa stała się inspiracją dla jej późniejszego pseudonimu literackiego „Františka Stránecká”. W wieku 16 lat wyszła za mąż za Ignáca Kerschnera. Małżeństwo spędziło pięć lat w Berehowie, następnie przeniosło się do Uherskiego Hradiště. W 1874 roku para osiadła w Brnie, gdzie Stránecká spędziła resztę życia.
Zaczęła pisać po śmierci ojca i brata; pisanie było jej sposobem, jak poradzić sobie z żałobą. Posługiwała się pseudonimem Františka Stránecká, zadebiutowała w 1868 roku zbiorem bajek pt. Pohádky z Moravy, opublikowanym dzięki wsparciu Karela Jaromíra Erbena, który polecił jej dzieła wydawcy Eduardowi Grégrowi. Stránecká ukrywała swą prawdziwą tożsamość; dopiero w 1882 roku została publicznie zidentyfikowana przez Jana Herbena w wykładzie o czeskich i morawskich pisarzach.
Zbierała baśnie, tradycje ludowe i historię Moraw i Słowacka. Obrysowywała i wyszywała wzory, zapisywała przepisy kulinarne, pieśni, powiedzenia i zabawy dziecięce, a także szczegółowo opisywała stroje ludowe. Opracowywała także literacko opowieści ludowe i opisywała w swych opowiadaniach życie ludności wiejskiej. Publikowała na łamach takich magazynów, jak „Ženské listy”, „Světozor”, „Zlatá Praha”, „Zora”, „Beseda”, „Časopis Matice moravské”, czy „Květy”.
Zmarła 27 maja 1888 roku w Brnie.

## Dzieła
- Pohádky z Moravy (1868)
- Z našich hor (1877)
- Z našeho lidu (1882)
- Některé črty (1885)
- Z pohoří moravského (1886)[4]